# レトルト (ゲーム実況者)
レトルト (12月26日 - ) は、日本のゲーム実況者。YouTubeやニコニコ動画にゲーム実況動画を投稿するほか、ゲーム実況イベント等に出演している。年齢非公開。血液型はO型。京都府出身。
同じゲーム実況者であるキヨ、牛沢、ガッチマンの4人を合わせてTOP4とも呼ばれている。

## 略歴

### ゲーム実況デビュー以降
ゲームバラエティ番組『ゲームセンターCX』に触発されてデビューした。2008年12月2日、「ポケモンスナップ」のゲーム実況動画をニコニコ動画に投稿する。この動画での第一声「こんちゃーす」はレトルトの定番の挨拶として続いている。
2011年4月20日に投稿された動画「『青鬼6.20』の核心に迫る part1【実況】 」で同年5月のニコニコ動画ゲームカテゴリ月間ランキング1位を獲得する。
2012年3月12日、初めてニコニコ動画の公式生放送に出演する。4月28日には幕張メッセで開催されたニコニコ超会議に出演する。以降、ニコニコ関連の番組やイベントに出演する機会が増えていく。6月1日、以前から生放送などを一緒に行っていた最終兵器俺達のキヨとの初めてのコラボ実況動画を投稿する。
2013年5月15日、キヨと第一回「全く身にならないラジオ」を投稿する。このラジオシリーズは全身ラジオと呼ばれている 。10月27日、キヨと東京ヤクルトホールでイベント「公開ゲーム実況」を行う。ゲストにガッチマン、牛沢、まおを迎えて昼と夜の二部制で開催された。
2014年6月7日、キヨと東京ニッショーホールでイベント「公開ゲーム実況NEXT」を開催する。11月2日、キヨと東京よみうりホールでイベント「公開ゲーム実況SPECIAL」を開催する。6月10日、YouTubeにチャンネルを開設。
2015年1月19日、ニコニコチャンネルにレトルトのニコレトチャンネルを開設する。
2016年3月12日、ゲーム実況イベント「LEVEL.1」を中野サンプラザホールで開催する。キヨとの共催、ゲストにガッチマン、牛沢、フジを迎える５人でのイベント「LEVEL」シリーズは以降不定期に開催されるようになる。9月10日、サンケイホールブリーゼにて「 全く身にならないイベント in 大阪」、9月25日、道新ホールにて「全く身にならないイベント in 札幌」を、いずれもキヨとの共催で開催。
2017年3月25日、ゲーム実況イベント「LEVEL.2」を東京国際フォーラムホールAで開催する。7月27日、レトルト、キヨ、牛沢、ガッチマンの4人でFriday the 13th: The Gameを実況する際、冗談で自分達を「日本TOP4」と呼んだことから4人の愛称として定着する。
2018年1月6日、ゲーム実況イベント「LEVEL.3」を日本武道館で開催する。1月8日、オリジナルソング「全く身にならない日々」のMVを発表する。まふまふがプロデュース、キヨとレトルトが歌った同曲は約14か月かけて再生回数1000万回を達成した。4月13日、YouTubeのチャンネル登録者数が100万人を突破する。12月26日、ゲーム実況イベント「LEVEL.4」をさいたまスーパーアリーナアリーナモードで開催する。
2020年2月1日、ゲーム実況イベント「LEVEL.5-FINAL-」をさいたまスーパーアリーナスタジアムモードで開催する。イベントにて、まふまふがプロデュースした新曲「全く身にならないキセキ」を初披露。 2月7日、ゲーム実況者としては初めて、ねんどろいどとして商品化されることが発表される。完全受注販売で、同年9月発売。
2020年9月15日、自身のTwitterにて、『レトルトのLINEスタンプ』発売を発表。同日にデイリーランキング1位を獲得。
2021年1月31日、YouTubeのチャンネル登録者数が200万人を突破する。同年2月11日より6日間にわたって200万人記念と称して特設サイトを開設し、レミオロメンの『粉雪』のカバーの投稿、禁断の質問回答の動画を投稿、記念グッズの発売、自身のYouTubeチャンネルで初となるゲーム実況生配信として「200万人記念 クリアまで終わらないリトルナイトメア２」を行う。
2021年4月27日、株式会社ポケモンから発売の『New ポケモンスナップ』の公認先行実況を行う。ゲーム実況活動として初めて投稿したゲーム作品の新作を活動13年目にして、公認で先行実況できる喜びを自身のTwitterで発信する。
2021年9月17日、『パワプロクンポケットR』（11月25日発売）を先行プレイ。
2022年3月31日「レトルト×クレヨンしんちゃん」とのコラボが発表され、クレヨンしんちゃん風にデフォルメされたレトルトなどとクレヨンしんちゃんのキャラクターが掛け合わされたイラストがあしらわれたグッズが展開された。
2022年5月13日、YouTubeアカウントが凍結される。レトルトはYouTubeのガイドラインの配慮を徹底していたため、ファンからは誤った凍結ではないかと心配の声が挙がった。YouTube側への問い合わせの結果、翌朝解除が確認された。
2023年6月1日、東京ドームにて「TOP4 in TOKYO DOME」を共催した。
2025年4月、『週刊少年ジャンプ』誌上で始動したクリエイターへのインタビュー企画「JUMP UP CREATORS」の初回に登場した（22・23合併号）。

## 人物
鼻が詰まったような独特の声質をしており、動画投稿当初から視聴者にコメントで「鼻声」と指摘されていた。当初は気にしていたが、現在ではコラボ動画等の際自らプレイヤー名を『hanagoe』または『華声』とするなど、その声質を自分の個性として際立たせている。ただし、2020年12月2日に投稿された動画では、お寺でお祈りする場面で「鼻声が治りますように」と絵馬に書き込んでいた。
ニコニコ動画を中心に活動していた頃は主にマスクにサングラス姿での出演だったが、Youtubeに活動拠点を移して以降はマスクのみ着用していることが多い。
ゲーム実況を始めたきっかけは、テレビ番組『ゲームセンターCX』。また、同番組出演の有野課長を尊敬する人物に挙げている。
趣味はレトロゲーム収集、フィギュア収集などでInstagramでは、自分の好きな物を投稿している。
「レトカニ」や「レトクマ」など自身の手で生み出したドット絵のキャラクター達も、ファンの間で人気となっている。

## 出演

### レギュラー番組
過去のレギュラー番組
- 876TV レトルト・キヨ・繚乱のゲーム実況！（2014年5月30日 - 2015年3月17日、ニコニコ バンダイナムコ公式チャンネル）
- 闘会議TV ニコレトゲームズ（2015年9月3日 - 2016年4月6日、ニコニコ 闘会議チャンネル）[41]
- レトルトと牛沢のニコニコワイドショー（2016年9月4日 - 2017年12月9日、ニコニコニュース）[42][43]

### ウェブ番組（単発出演）
2012年
- 超会議特番〜ニコニコ動画を徹底分析するカンファレンスの企画全貌を発表！編〜（2012年3月12日、ニコニコ公式）[9]
- ゲーム『バットマン アーカム・シティ』30時間ぶっ通し！全クリアまで終わらない生放送！（2012年4月8日、ニコニコ公式）[44]
- 超会議直前！ ゲーム『デモンズソウル』60時間ぶっ通し！クリアまで終わらない生放送！（2012年4月20日、ニコニコ公式）[45]
- ゲーム『がんばれゴエモン』シリーズ 39時間ぶっ通し！クリアまで終わらない生放送！（2012年6月29日、ニコニコ公式）[46]
- SIRENシリーズ+人気ホラーゲーム81時間ぶっ通し！実況これを見ないと夏休みは終わらない生放送（2012年8月10日、ニコニコ公式）
- ゲーム実況ナイト4（2012年9月8日、吉祥寺Cafe&Bar whim's、ニコニコ ガジェット通信プレミアムチャンネル）

2013年
- ゲーム『龍が如く』シリーズ73時間ぶっ通しゲーム実況駅伝　お正月SP！（2013年1月2日、ニコニコ公式）
- ニコニコ超会議２（2013年4月27日 - 4月28日、幕張メッセ）
  - 超ゲームエリア ゲーム実況ステージ（2013年4月28日、ニコニコ公式）[47]
- ラグナロクオンラインでレトルトさんと遊んでみた〜しゃけくまと14人の生主たち最終日〜（2013年6月3日、ニコニコ公式）[48]
- 自作ゲーム52作品24時間ぶっ通しゲーム実況（2013年6月15日、ニコニコ公式）[49]
- セガなま 〜完全新作『ヒーロバンク』を実機で初披露！〜（2013年6月24日、ニコニコ公式）
- ニコニコゲームマスター presents 地球防衛軍シリーズ28時間ぶっ通しゲーム実況（2013年7月6日、ニコニコ公式）[50]
- セガなま 〜新規プロジェクト『project575』を徹底紹介！〜（2013年7月22日、ニコニコ公式）
- 零シリーズ+フリーゲーム 72時間ゲーム実況（2013年8月9日、ニコニコ公式）[51]
- ラグナロクオンライン24時間生放送!!真夏の夜のカーニバル！（2013年8月23日、ニコニコ公式）[52]
- 自作ゲーム44作品24時間ぶっ通しゲーム実況（2013年12月13日、ニコニコ公式）[53]

2014年
- ガッチマン・キヨ・レトルト『ディバインゲート』生放送！（2014年2月16日、ニコニコ公式）[54]
- 『ソリティ馬』生放送！ソリティア×競馬？〜第2回ゲーフリカップ＆つばめ杯生中継〜（2014年2月19日、ニコニコ公式）[55]
- ゲーム実況大放出！バンダイナムコゲームス876分生放送（2014年3月29日、ニコニコ公式）
- ニコニコ超会議3（2014年4月26日 - 4月27日、幕張メッセ）
  - 超ゲームエリア 超ゲーム実況（2014年4月26日、ニコニコ公式）[56]
- レトルト・キヨ・繚乱が出演！ 876TV ゲストはまっくす、みささぎ（2014年5月30日、ニコニコ公式）
- 映画「青鬼」 最速生実況 出演：キヨ（最終兵器俺達）、レトルト（2014年7月4日、ニコニコ公式）
- アイマス祭(ゲスト中村繪里子＆原 由実)＆レトルト・キヨ・繚乱のゲーム実況！ 876TV（2014年7月22日、ニコニコ公式）
- 自作ゲーム69作品48時間ぶっ通しゲーム実況（2014年8月15日、ニコニコ公式）[57]
- レトルト・キヨ・繚乱のゲーム実況！ゲスト：FB777、ガッチマンほか多数！ 876TV（2014年8月27日、ニコニコ公式）
- 東京ゲームショウ2014（2014年9月18日 - 9月21日、幕張メッセ）
  - ニコニコ・ゲーム実況ブースから定点中継（2014年9月19日、ニコニコ公式）[58]
  - レトキヨ繚乱TGS バンダイナムコゲームスブース（2014年9月19日 - 9月21日、ニコニコ公式）
- レトルト・キヨ・繚乱のゲーム実況！ゲストに牛沢　声優村瀬歩も登場 876TV（2014年10月24日、ニコニコ公式）
- キヨチャンネル開設記念「ゲーム実況者人狼」（2014年11月8日、ニコニコ公式）
- [弱虫ペダル]大特集！レトルト・キヨ・繚乱のゲーム実況！ゲストに山下大輝、森久保祥太郎、代永翼！ 876TV（2014年11月18日、ニコニコ公式）
- レトルト・キヨ・繚乱のゲーム実況 ジャンフェス特集ほか 876TV（2014年12月10日、ニコニコ公式）
- レトルト・キヨ・繚乱のゲーム実況振り返り＆ジャンフェス直前特番 ※VTRのみ（2014年12月16日、ニコニコ公式）

2015年
- ドグキヨのガルでボアボアいかせて 第4回 ※VTRのみ（2015年1月24日、ニコニコ、YouTube）
- レトルト・キヨ・繚乱のゲーム実況 876TV 2015（2015年1月28日、ニコニコ公式）
- 闘会議2015（2015年1月31日 - 2月1日、幕張メッセ）
  - 本当に強いのは俺だ！「太鼓の達人」＆「ファミリーシリーズ」対決！（2015年2月1日、ニコニコ公式）[59]
- 『SimCity』で実況者街づくり対決 出演：牛沢、キヨ、ガッチマン、レトルト（2015年2月4日、ニコニコ公式）
- 『EX人生ゲーム』を実況プレイ 出演：レトルト、キヨ、牛沢、まお（2015年2月6日、ニコニコ公式）
- 『絶体絶命都市』をクリアするまで実況プレイ（2015年3月8日、ニコニコ公式）
- レトルト・キヨ・繚乱のゲーム実況 876TV（2015年3月17日、ニコニコ公式）
- 「浅草花やしき」を実況プレイ 夜の園内から生中継 出演：レトルト、キヨ（2015年3月22日、ニコニコ公式）
- ドグキヨのガルでボアボアいかせて 第6回（2015年3月28日、ニコニコ、YouTube）[60]
- マインクラフトWEEK with Google Play : 大将 x レトルト（2015年3月29日、YouTube）[61]
- 第二回ゲーム実況者人狼〜超会議まであと14日〜（2015年4月11日、ニコニコ公式）
- 『SIREN:New Translation』をクリア目指して実況プレイ〜超会議まであと8日〜（2015年4月17日、ニコニコ公式）
- ニコニコ超会議2015（2015年4月25日 - 4月26日、幕張メッセ）
  - 「ホラーゲームお化け屋敷」逆ホラ―部屋でネットから恐怖を届けよう！（2015年4月25日、ニコニコ公式）
  - モンスト 春のファンまつり 炎の降臨八番勝負（2015年4月26日、ニコニコ公式）[62]
  - 超ゲーム実況ステージ@ニコニコ超会議2015（2015年4月26日、ニコニコ公式）
- まったりモンスト with Google Play :赤髪のとも x レトルト x キヨ x love（2015年5月2日、YouTube）[63]
- 『クッキングママ』＆『ベビーシッターママ』でママ入門実況プレイ 出演：レトルト、ガッチマン、百花繚乱（2015年5月3日、ニコニコ公式）
- ニコレトゲームズ×『ぼくのなつやすみ2 海の冒険篇』を実況プレイ（2015年6月18日、ニコニコ公式）
- 映画「青鬼ver2.0」最速生実況 出演：キヨ 、レトルト（2015年7月3日、ニコニコ公式）
- 『大逆転裁判 -成歩堂龍ノ介の冒險-』を実況プレイ 出演：レトルト（2015年8月4日、ニコニコ公式）
- スーパーマリオメーカー つくって♪あそんで♪マリオ隊（2015年9月12日、ニコニコ公式）
- 東京ゲームショウ2015（2015年9月17日 - 9月20日、幕張メッセ）
  - 闘会議 in 東京ゲームショウ2015 ゲーム実況ステージ（2015年9月20日、ニコニコ公式）
- 『絶体絶命都市2 -凍てついた記憶たち-』をクリアするまで実況プレイ 闘TV（2015年10月10日、ニコニコ公式）
- ニコニコ超パーティー2015（2015年10月25日、さいたまスーパーアリーナ、ニコニコ公式）[64]
- 繚乱レトルトフジがヘブン状態!? デュエルラブ＆PXZ2も！ 876TV（2015年10月27日、ニコニコ公式）
- ニコレトゲームズ「ドラゴンボール ゼノバース」を実況【闘TV】（2015年11月12日、ニコニコ公式）
- 第三回ゲーム実況者人狼 闘TV（2015年11月21日、ニコニコ公式）
- 繚乱レトドグ湯毛★ドラゴンボール超ゲーム祭(ヒーローズ、ゼノバース他) 876TV（2015年11月24日、ニコニコ公式）
- 牛沢のゲーム実況まみれ「ときメモ２」で女心を徹底攻略 ゲスト：レトルト 闘TV（2015年12月22日、ニコニコ公式）

2016年
- 闘会議2016（2016年1月30日 - 1月31日、幕張メッセ）
  - 『太鼓の達人』15周年祭り バンダイナムコエンターテインメントブース（2016年1月30日 - 1月31日、ニコニコ公式）
  - スーパーマリオメーカー「つくる王」「あそぶ王」プレイバック チャレンジ（2016年1月31日、ニコニコ公式）
  - ゲーム実況ステージ（2016年1月31日、ニコニコ公式）
- 『マリオテニス ウルトラスマッシュ』を実況プレイ 出演：キヨ、レトルト 闘TV（2016年2月13日、ニコニコ公式）
- 繚乱レトルトフジがヘブン状態!?ゲーム実況＆本日発売デジモンも！ 876TV（2016年3月17日、ニコニコ公式）
- 第一回ゲーム実況者メダル王決定戦 闘TV（2016年4月24日、ニコニコ公式）
- レト、キヨ、ガッチマン、FB777みんなでマイエンジェル！！876TV 最終回（2016年5月16日、ニコニコ公式）
- 第四回ゲーム実況者人狼【闘TV】（2016年5月28日、ニコニコ公式）
- この夏行きたい ハウステンボスの魅力をゲーム実況者がお伝えしますSP 闘TV（2016年7月13日、ニコニコ公式）
- 実況者ぶらりノープラン福岡の旅 闘TV（2016年8月10日、ニコニコ公式）
- レトルトと牛沢のニコニコワイドショー（2016年9月4日、ニコニコ公式）
- スポーツの秋 ゲーム実況者運動不足解消大作戦 闘TV（2016年9月28日、ニコニコ公式）
- レトルトと牛沢のニコニコワイドショー『PSVR実況プレイ！君の名は。も観てきたよSP！』（2016年10月29日、ニコニコ公式）
- レトルトと牛沢のニコニコワイドショー【任天堂ミニファミコンプレイもちろんニュースもやるよ！】（2016年11月26日、ニコニコ公式）
- レトルトと牛沢のニコニコワイドショー【2016年ゲーム総決算SP!】（2016年12月18日、ニコニコ公式）
- まったり遊戯王 : はじめしゃちょー x レトルト : Google Play's Game Fest（2016年12月22日、YouTube）[65]

2017年
- レトルトと牛沢のニコニコワイドショー【バイオハザード7体験版実況プレイSP】（2017年1月22日、ニコニコ公式）
- レトルトと牛沢のニコニコワイドショー【占い師登場の巻】（2017年2月26日、ニコニコ公式）
- レトルトと牛沢のニコニコワイドショー【話題のNintendo Switch『1-2-Switch』で対決しちゃうぞSP!】（2017年3月19日、ニコニコ公式）
- レトルトと牛沢のニコニコワイドショー【4月からは新学期！遊べる文房具『バトエン』特集！】（2017年4月16日、ニコニコ公式）
- レトルトと牛沢のニコニコワイドショー【目指せドン勝！？『PUBG』特集！】（2017年5月20日、ニコニコ公式）
- レトルトと牛沢のニコニコワイドショー【のびーるウデで勝利をつかめ！『ARMS』に挑戦SP】（2017年6月24日、ニコニコ公式）
- LEVEL.3発表特番（2017年7月8日、ニコニコ公式）
- レトルトと牛沢のニコニコワイドショー【VRマリオカートに挑戦！】（2017年7月22日、ニコニコ公式）
- レトルトと牛沢の『深夜廻』発売記念最速実況（2017年7月30日、ニコニコ）
- レトルトと牛沢のニコニコワイドショー【夏休みの自由研究・自由工作特集！】（2017年8月12日、ニコニコ公式）
- レトルトと牛沢のニコニコワイドショー【1周年記念SP】（2017年9月17日、ニコニコ公式）
- レトルトと牛沢のニコニコワイドショー【『いただきストリート』で目指せ大金持ち！】（2017年10月21日、ニコニコ公式）
- レトルトと牛沢のニコニコワイドショー【ニュースを検証『ひげチャレンジ』】（2017年11月11日、ニコニコ公式）
- レトルトと牛沢のニコニコワイドショー【地球防衛軍5に挑戦】（2017年12月9日、ニコニコ公式）

2018年
- LEVEL.4大発表特番（2018年6月2日、ニコニコ公式、AbemaTV）[66]

### テレビ
- ザ！世界仰天ニュース（2022年1月4日、日テレ）

### ラジオ
- 全く身にならないラジオ（2013年5月15日、63話まではニコニコ動画・64話以降はYoutube）
- TOP4のオールナイトニッポン（2023年1月7日、ニッポン放送）[67]

### イベント
2012年
- ニコニコ超会議（2012年4月28日 - 4月29日、幕張メッセ）
  - 超クリエイターズサミット in ニコニコ超会議（2012年4月28日）[10]
- コミックマーケット82（2012年8月11日、東京ビッグサイト）
- ゲーム実況ナイト4（2012年9月8日、吉祥寺Cafe&Bar whim's）
- コミックマーケット83（2012年12月31日、東京ビッグサイト）

2013年
- ニコニコ超会議２（2013年4月27日 - 4月28日、幕張メッセ）
  - 超ゲームエリア ニコニコ自作ゲームフェス授賞式（2013年4月28日）[47]
  - 超ゲームエリア ゲーム実況ステージ 60分ぶっ通しゲーム実況 縛りプレイに挑戦！（2013年4月28日）[47]
- コミックマーケット84（2013年8月12日、東京ビッグサイト）
- 公開ゲーム実況（2013年10月27日、東京ヤクルトホール）

2014年
- ニコニコ超会議3（2014年4月26日 - 4月27日、幕張メッセ）
  - 超ゲームエリア 超ゲーム実況（2014年4月26日）[56]
- 公開ゲーム実況NEXT（2014年6月7日、東京ニッショーホール）
- EXIT TUNES ACADEMY FINAL SPECIAL 2014（2014年8月3日、さいたまスーパーアリーナ）
- 東京ゲームショウ2014（2014年9月18日 - 9月21日、幕張メッセ）
  - ニコニコ・ゲーム実況ブース（2014年9月19日）[58]
  - レトキヨ繚乱TGS バンダイナムコブース（2014年9月19日 - 9月21日）
- 公開ゲーム実況SPECIAL（2014年11月2日、東京よみうりホール）

2015年
- 闘会議2015（2015年1月31日 - 2月1日、幕張メッセ）
  - バンダイナムコブース 本当に強いのは俺だ！「太鼓の達人」＆「ファミリーシリーズ」対決！（2015年2月1日）[59]
- ニコニコ超会議2015（2015年4月25日 - 4月26日、幕張メッセ）
  - モンスト 春のファンまつり 炎の降臨八番勝負（2015年4月26日）[62]
  - 超ゲーム実況ステージ@ニコニコ超会議2015（2015年4月26日）
- 東京ゲームショウ2015（2015年9月17日 - 9月20日、幕張メッセ）
  - 闘会議 in 東京ゲームショウ2015 ゲーム実況ステージ（2015年9月20日）
- ニコニコ超パーティー2015（2015年10月25日、さいたまスーパーアリーナ）[64]

2016年
- 闘会議2016（2016年1月30日 - 1月31日、幕張メッセ）
  - バンダイナムコエンターテインメントブース（2016年1月30日 - 1月31日）
  - スーパーマリオメーカーステージ（2016年1月31日）
  - ゲーム実況ステージ（2016年1月31日）
- LEVEL.1（2016年3月12日、中野サンプラザホール）
- 全く身にならないイベント in 大阪（2016年9月10日、大阪サンケイホールブリーゼ）
- 全く身にならないイベント in 札幌（2016年9月25日、札幌道新ホール）

2017年
- LEVEL.2（2017年3月25日、東京国際フォーラムホールA）

2018年
- LEVEL.3（2018年1月6日、日本武道館）
- ゲーム実況わくわくフェスティバル ver.5（2018年1月7日、日本武道館）
- LEVEL.4（2018年12月26日、さいたまスーパーアリーナ（アリーナモード））

2020年
- LEVEL.5 -FINAL-（2020年2月1日、さいたまスーパーアリーナ（スタジアムモード））

2023年
- TOP4 in TOKYO DOME（2023年6月1日、東京ドーム）

2024年
- レトセトラ レトルト15周年展（2024年8月1日 - 9月1日、六本木ミュージアム）[68]

## 作品

### 楽曲
- レトルト×キヨ×露吐 feat.結月ゆかり「全く身にならないソング」（2015年3月12日、ニコニコ動画で公開）
- キヨ×レトルト「全く身にならない日々」（2018年1月8日、YouTubeで公開）
- キヨ×レトルト「全く身にならないキセキ」（2020年12月1日、YouTubeで公開）
- TOP4（キヨ、レトルト、ガッチマン、牛沢）「フォーマンセル」（2023年6月1日、YouTubeで公開）

### 書籍
- つもる話もあるけれど、とりあえずみんなゲーム実況みようぜ!（2011年8月1日、ハーヴェスト出版、ISBN 4434157043）
- ゲーム実況の中の人（2012年6月12日、PHP研究所、ISBN 4569805787）
- Trickster Age Vol.3（2013年6月29日、徳間書店、ISBN 4197203691）
- Trickster Age Vol.4（2013年7月31日、徳間書店、ISBN 4197203705）
- ゲーム実況の中の人 2冊目（2013年10月29日、PHP研究所、ISBN 4569816266）
- MSSPとか最俺とかいい大人達とかが出ているゲーム実況者の本（2014年1月15日、KADOKAWA/エンターブレイン、ISBN 404729425X）
- ゲーム実況の中の人 3冊目（2014年4月23日、PHP研究所、ISBN 4569818323）